# Mitsunaga Yuya
Yuya Mitsunaga (光永 祐也 Mitsunaga Yūya, sinh ngày 29 tháng 11 năm 1995) là một cầu thủ bóng đá người Nhật Bản thi đấu cho Fujieda MYFC.

## Sự nghiệp thi đấu
Yuya Mitsunaga gia nhập câu lạc bộ tại J2 League; Avispa Fukuoka năm 2014. Anh chuyển đến AC Nagano Parceiro năm 2015, đến Azul Claro Numazu năm 2016.

## Thống kê câu lạc bộ
Cập nhật đến ngày 23 tháng 2 năm 2017.
| Thành tích câu lạc bộ | Thành tích câu lạc bộ | Thành tích câu lạc bộ | Giải vô địch | Giải vô địch | Cúp                   | Cúp                   | Tổng cộng | Tổng cộng |
| Mùa giải              | Câu lạc bộ            | Giải vô địch          | Số trận      | Bàn thắng    | Số trận               | Bàn thắng             | Số trận   | Bàn thắng |
| Nhật Bản              | Nhật Bản              | Nhật Bản              | Giải vô địch | Giải vô địch | Cúp Hoàng đế Nhật Bản | Cúp Hoàng đế Nhật Bản | Tổng cộng | Tổng cộng |
| --------------------- | --------------------- | --------------------- | ------------ | ------------ | --------------------- | --------------------- | --------- | --------- |
| 2013                  | J1 League             | J2 League             | 0            | 0            | 0                     | 0                     | 0         | 0         |
| 2014                  | J1 League             | J2 League             | 4            | 0            | 0                     | 0                     | 4         | 0         |
| 2015                  | Nagano Parceiro       | J3 League             | 2            | 0            | 1                     | 0                     | 3         | 0         |
| 2016                  | Azul Claro Numazu     | JFL                   | 0            | 0            | 0                     | 0                     | 0         | 0         |
| Tổng                  | Tổng                  | Tổng                  | 6            | 0            | 1                     | 0                     | 7         | 0         |